# Pruchna

Nieoficjalny herb wsi Pruchna

Pruchna (cz. Pruchná, niem. Pruchnau) – wieś sołecka w Polsce położona w województwie śląskim, w powiecie cieszyńskim, w gminie Strumień. Wieś leży w historycznych granicach regionu Śląska Cieszyńskiego, geograficznie zaś leży w regionie Dolina Górnej Wisły, będącej częścią Kotliny Oświęcimskiej. Powierzchnia sołectwa wynosi 1903 ha (19,03 km²), a liczba ludności 2438, co daje gęstość zaludnienia równą 128,1 os./km².

## Nazwa
Zdaniem ks. Józefa Londzina nazwa Pruchna pochodzi od spróchniałych drzew. Zgodnie ze źródłosłowem powinno się pisać „Próchno” lub „Próchna”. Tą formą posługiwano się do wygaśnięcia dynastii cieszyńskich Piastów w 1653 r. Spotykano się także z pisownią „Prochno”, „Prochna” lub z czeskiego „Prachna” i wreszcie ze zniemczoną nazwą „Pruchna”, gdyż język niemiecki nie posiada spółgłosek miękkich i pochyleń. Obecnie obowiązuje nazwa „Pruchna”.
| SIMC    | Nazwa        | Rodzaj    |
| ------- | ------------ | --------- |
| 0068185 | Babusiów     | część wsi |
| 0068191 | Gawliniec    | część wsi |
| 0068200 | Kilisztwo    | część wsi |
| 0068216 | Kopanina     | część wsi |
| 0068222 | Nowe Chałupy | część wsi |
| 0068239 | Nowy Świat   | część wsi |
| 0068245 | Podlesie     | część wsi |

## Herb
Wieś ma herb, którego tarczę umieszczono na ścianie przedsionka kościoła rzymskokatolickiego w Pruchnej. Przedstawia on pług koleśny, czyli pług z dwukołowym wózkiem. Zwrócony jest w lewą stronę, z białym żelaziwem, ze złotymi drzewcami na niebieskim tle. Odcisk pieczęci z takim herbem oraz czesko-niemieckim napisem w otoku „Obec-Pruchnau” znajduje się na dokumencie z 1835 r.

## Historia
Miejscowość po raz pierwszy wzmiankowana została w łacińskim dokumencie Liber fundationis episcopatus Vratislaviensis (pol. Księga uposażeń biskupstwa wrocławskiego), spisanej za czasów biskupa Henryka z Wierzbna ok. 1305 w szeregu wsi zobowiązanych do płacenia dziesięciny biskupstwu we Wrocławiu (wśród 76 wsi Księstwa Cieszyńskiego), w postaci ithem in Prochna. Zapis ten (brak określenia liczby łanów, z których będzie płacony podatek) wskazuje, że wieś była w początkowej fazie powstawania (na tzw. surowym korzeniu), co wiąże się z przeprowadzaną pod koniec XIII wieku na terytorium późniejszego Górnego Śląska wielką akcją osadniczą (tzw. łanowo-czynszową, badacze przyjmują, że Pruchna powstała w latach 90. XIII wieku). Wieś politycznie znajdowała się wówczas w granicach utworzonego w 1290 piastowskiego (polskiego) księstwa cieszyńskiego, będącego od 1327 lennem Królestwa Czech, a od 1526 roku w wyniku objęcia tronu czeskiego przez Habsburgów wraz z regionem aż do 1918 roku w monarchii Habsburgów (potocznie Austrii).
W połowie XIV wieku książę cieszyński, prawdopodobnie Przemysław I Noszak, zezwolił na założenie na terenie Pruchnej nowej osady położonej koło Górnego Rychułdu, przezwanej Małą Pruchną, której nazwa została po raz pierwszy wzmiankowana w 1416. Wielka Pruchna pozostała w rękach książęcych, z kolei Mała – w rycerskich.
Używany obecnie podział na Pruchnę Dolną i Górną odpowiada dawnej nazwie – Pruchna Wielka i Pruchna Mała. Na początku XVII wieku wieś była w posiadaniu rodziny Czelów z Czechowic, a od 1619 roku do rodu Bludowskich poprzez małżeństwo Fryderyka Bludowskiego z Katarzyny Czelo. Dobra te w 1737 Gottlieba Agnet, ich prawnuczka, sprzedała Christianowi Kalischowi. W 1798 została objęta przez Komorę Cieszyńską. W 1855 roku został otwarty szlak kolejowy austriackiej Kolei Północnej. W miejscowości zlokalizowana została stacja kolejowa. W 1900 r. w miejscowości działał pierwszy Urząd Pocztowy. W 1870 w celu zarządzania folwarkami Komory Cieszyńskiej wybudowano zameczek, a przy nim uruchomiono gorzelnię. W 1890 roku otwarto stadninę koni, która zarządzana była z Drogomyśla. W 1928 r. została utworzona Okręgowa Spółdzielnia Mleczarska w Pruchnej, na rzecz folwarku który w swoim majątku posiadał również krowy mleczne. Stamtąd dowożono mleko do mleczarni.
Według austriackiego spisu ludności z 1900 w 167 budynkach w Pruchnej na obszarze 1914 hektarów mieszkało 1519 osób, co dawało gęstość zaludnienia równą 79,4 os./km². z tego 961 (63,3%) mieszkańców było katolikami, 534 (35,2%) ewangelikami a 24 (1,6%) wyznawcami judaizmu, 1416 (93,2%) było polsko-, 33 (2,2%) niemiecko- a 20 (1,3%) czeskojęzycznymi. Do 1910 roku liczba mieszkańców spadła do 1467, z czego 941 (64,1%) było katolikami, 513 (35%) ewangelikami, 13 (0,9%) żydami, 1370 (96,1%) polsko-, 43 (3%) niemiecko- a 12 (0,8%) czeskojęzycznymi.
Po zakończeniu I wojny światowej tereny, na których leży miejscowość – Śląsk Cieszyński stał się punktem sporu pomiędzy Polską i Czechosłowacją. W 1918 roku na bazie Straży Obywatelskiej miejscowi Polacy utworzyli lokalny oddział Milicji Polskiej Śląska Cieszyńskiego, który podlegał organizacyjnie 13 kompanii w Strumieniu. Pod koniec wojny polsko-czechosłowackiej wojska czechosłowackie zdobyły lewobrzeżne części wsi Knaj i Baranowice. W ramach bitwy pod Skoczowem trwały zacięte walki o zdobycie mostu kolejowego w Drogomyślu, będący na najkrótszej trasie z Cieszyna do Dziedzic. 30 stycznia stacjonujący w Chybiu pociąg pancerny Hallerczyk brał udział w ostrzelaniu wojsk czechosłowackich w Drogomyślu i Pruchnej. Decyzją Rady Ambasadorów z dnia 28 lipca 1920 roku wieś weszła w granice II Rzeczypospolitej.
Księga Adresowa Województwa Śląskiego z 1927 roku podaje, że wieś Pruchna była miejscowością Powiatu cieszyńskiego z siedzibą urzędu gminnego. Zajmowała obszar 1913ha. Zamieszkiwało ją 1508 mieszkańców (obecnie ok. 2450), z czego: 986 wyznania katolickiego, 536 wyznania ewangelickiego, 6 wyznania mojżeszowego narodowości polskiej (suma daje liczbę 1528). Istniała wtedy szkoła ludowa i posterunek policji (nr tel. 1). Był to jeden z pierwszych posterunków policji w okolicy. Budynek, w którym był posterunek, stoi do dzisiaj przy ulicy Osiedlowej 2. W 1927 roku działał tartak parowy zatrudniający 25 osób, gorzelnia zatrudniająca 5 robotników. Sąd w Cieszynie był Sądem Okręgowym, któremu podlegały sądy powiatowe w Bielsku, Skoczowie i Strumieniu.
W okresie międzywojennym budownictwo drewniane było wypierane przez ceglane. W 1926 roku została utworzona cegielnia pod lasem Makowina, zatrudniająca 10 osób.
W czasie I wojny światowej zginęło 42 obywateli Pruchnej. Dla uczczenia pamięci poległych mieszkańcy wsi postawili w 1927 roku pomnik, znajdujący się obok szkoły. Podczas II wojny światowej Pruchnej również nie ominęła germanizacja, aresztowania i łapanki. Wojna przyniosła wiele zniszczeń i ofiar. 1 maja 1945 roku nastąpiło wyzwolenie Pruchnej przez oddziały 38 armii 4 Frontu Ukraińskiego.
Po zakończeniu działań wojennych mieszkańcy wsi energicznie przystąpili do odbudowy zniszczonych obiektów i organizacji społeczno-gospodarczych. Instytucje i jednostki gospodarcze czynne przed II wojną światową zostały odremontowane i uruchomione jeszcze w 1945 lub w roku następnym. Należały do nich: kościół ewangelicki, kościół i parafia rzymskokatolicka, urząd pocztowy, kolej z prowizorycznym dworcem, Spółdzielnia Mleczarska, Państwowe Gospodarstwo Rolne oraz szkoła podstawowa.
W latach 1945–1954 miejscowość była siedzibą gminy Pruchna, następnie do 1972 r. gromady Pruchna (gromada). W latach 1975–1998 miejscowość położona była w województwie bielskim.
W miejscowości działało Państwowe Gospodarstwo Rolne – Stadnina Koni Pruchna. W 1994 jako Stadnina Koni Skarbu Państwa Pruchna. Następcą prawnym jest Stadnina Koni „Ochaby” Sp. z o.o.

## Urodzeni w Pruchnej
- 1872: Paul Kutscha, austriacki malarz
- 1878: ks. Józef Mamica – duchowny luterański
- 1904: o. Józef Herman - redemptorysta, rektor, kustosz sanktuarium w Tuchowie, mistrz nowicjatu[29].
- 1906: Emilia Michalska – poetka ludowa
- 1914: Karol Balon - prawnik (zm. 12.05.1987)[30]
- 1917: Józef Kornblum – pisarz
- 1928: Alfons Pilorz – romanista
- 1940: Edyta Gruszczyk-Kolczyńska – polska pedagog, profesor zwyczajny, twórczyni "Dziecięcej matematyki"

## Religia
Na terenie wsi działalność duszpasterską prowadzą następujące kościoły:
- Kościół Ewangelicko-Augsburski (filiał parafii w Drogomyślu)
- Kościół Rzymskokatolicki (parafia św. Anny)

## Szkolnictwo, sport, turystyka
W Pruchnej znajduje się Szkoła Podstawowa im. Emilii Michalskiej oraz gimnazjum przedszkole. We wsi znajduje się tak że niepubliczne przedszkole Kubusiowa kraina. W miejscowości ma również swoją siedzibę klub piłkarski pod nazwą LKS „99” Pruchna oraz duże gospodarstwo agroturystyczne wraz z łowiskiem. W miejscowości znajduje się izba regionalna im. E. Michalskiej w Gminnym centrum integracji wsi Pruchna, gdzie znajduje się również Miejska Biblioteka Publiczna w Strumieniu filia w Pruchnej, a także Świetlica Środowiskowa.

## Zabytki
Według Narodowego Instytutu Dziedzictwa, w miejscowości znajdują się następujące obiekty zabytkowe:
- kaplica pw. św. Józefa z początku XIX wieku (nr rej. A/904/2021[32])
- dom nr 20, XVIII/XIX w.
- dom nr 42, XVIII/XIX w.

### Inne zabytki
- Kamienny krzyż z inskrypcją w języku staroczeskim, upamiętniającą zabójstwo dokonane w 1654 r. na synu obywatela Cieszyna Jana Czerwenki. Hipoteza, że jest to tzw. krzyż pokutny jest nieprawdziwa i opiera się na nieuprawnionym założeniu, że wszystkie stare krzyże kamienne, są krzyżami pokutnymi. Krzyż dotyczy zabójstwa w roku 1654, czyli w okresie gdy zabójstwa były przestępstwami, które nie podlegały już prywatnym negocjacjom i umowom, a ich ściganie i karanie było w wyłącznej kompetencji władz. Nie może to być więc krzyż pokutny sensu stricto, czyli fundowany przez zabójcę w wyniku umowy pojednawczej, mającej zapobiec wróżdzie, gdyż takiej umowy nie ma i nie mogło być, gdyż były one w połowie XVII w. prawnie niedopuszczalne. Nie wyklucza to wystawienia krzyża przez opisanych w inskrypcji zabójców (lekkomyślni towarzysze zabitego), jako wyrazu żalu za popełnienie niegodnego czynu, ale nie miało to żadnych konsekwencji prawnych. Nie ma też na to żadnych dowodów i najbardziej prawdopodobne jest, że jest to klasyczny krzyż upamiętniający tragiczne zdarzenie, postawiony przez rodzinę (ojca) zabitego.

## Galeria

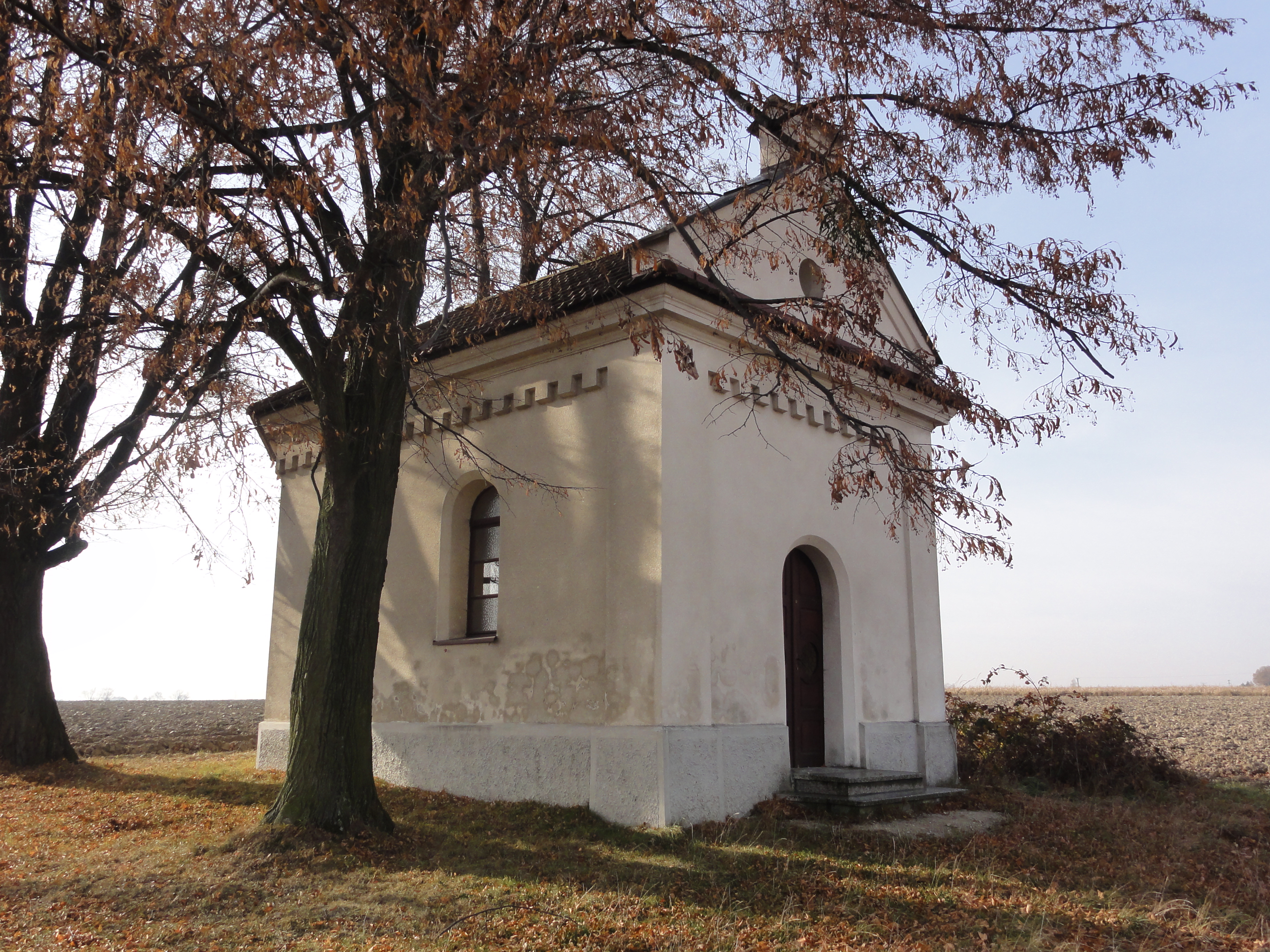
Zabytkowa kaplica św. Józefa
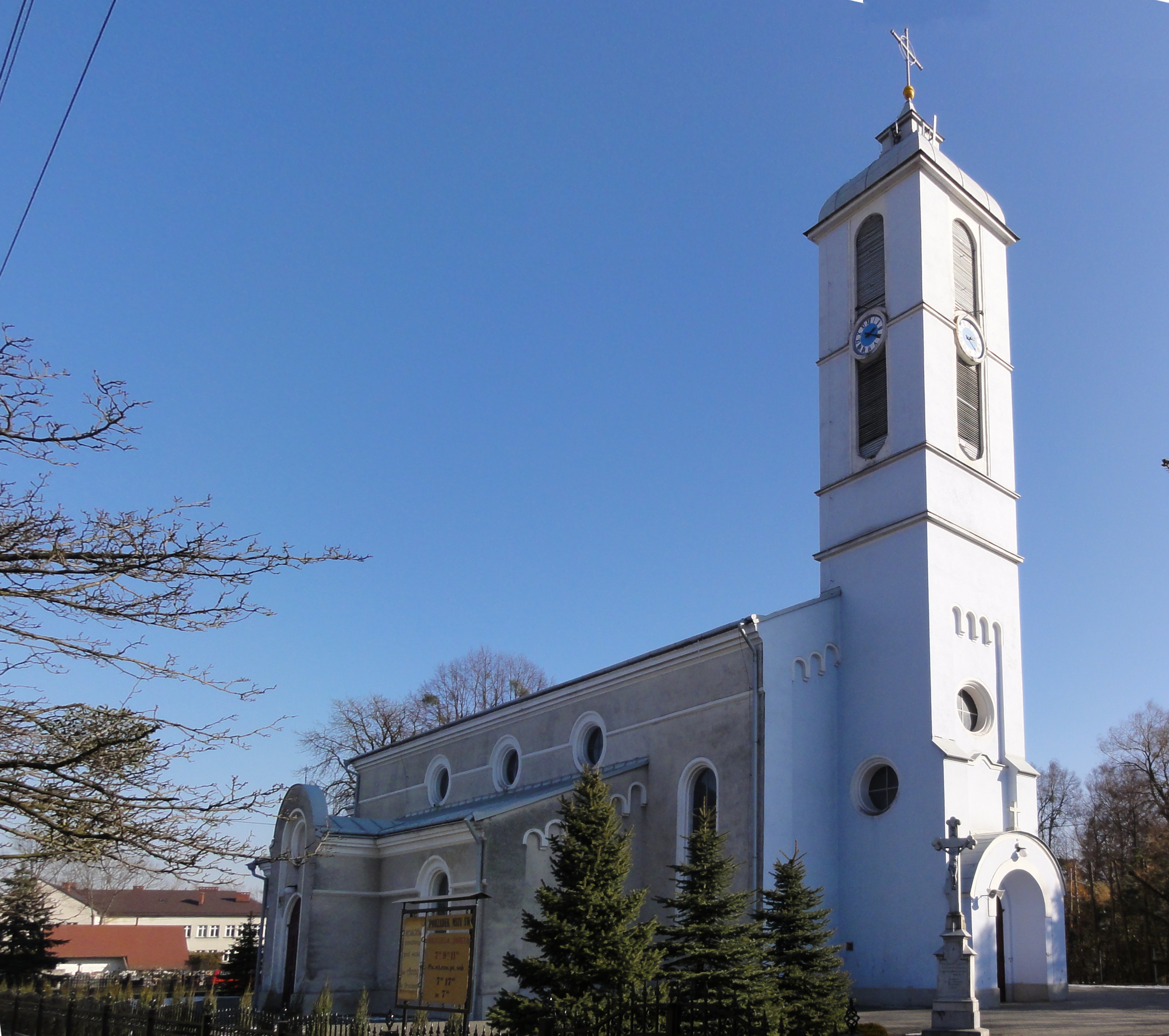
Kościół rzymskokatolicki pw. św. Anny
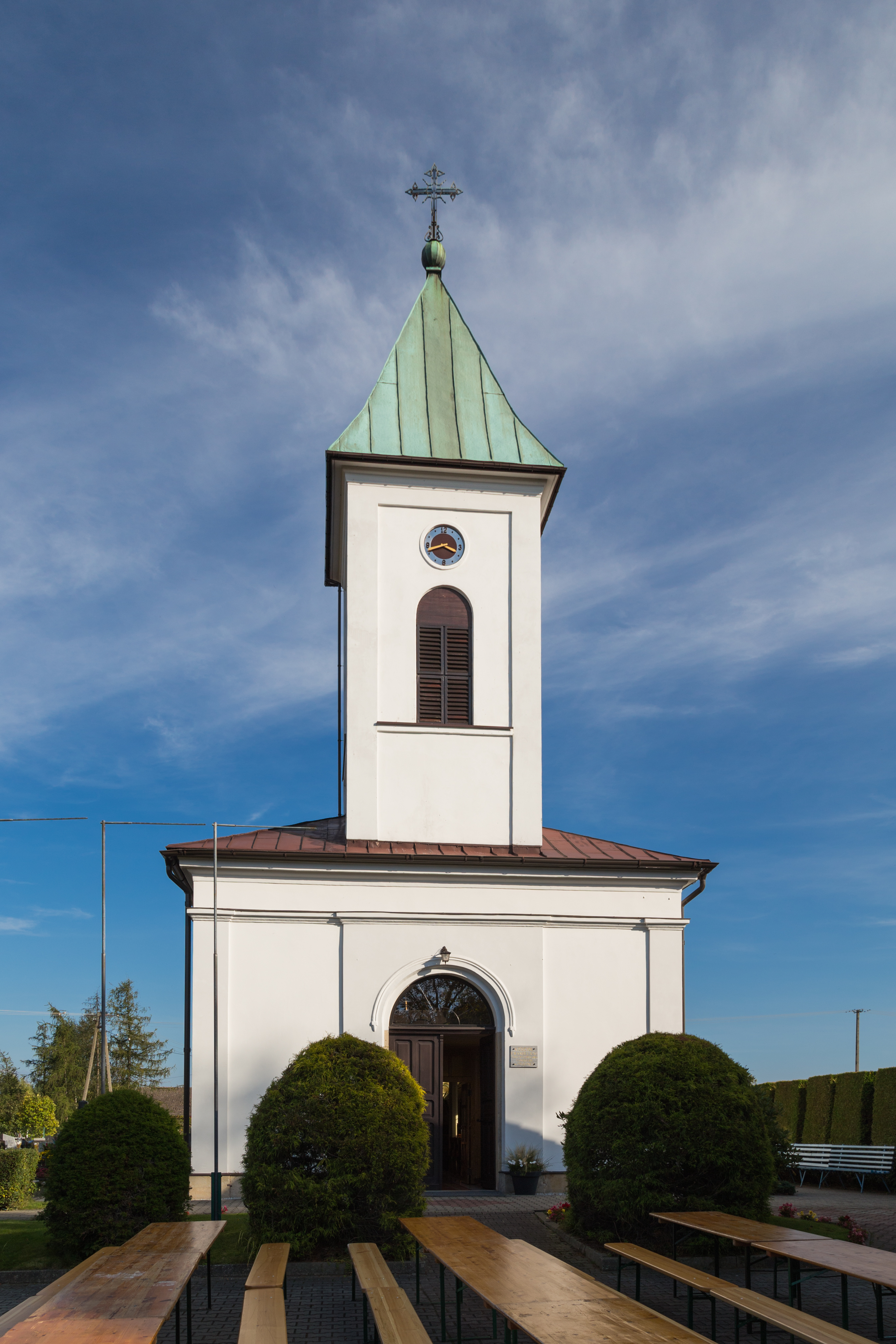
Kościół ewangelicko-augsburski Zmartwychwstania Pańskiego
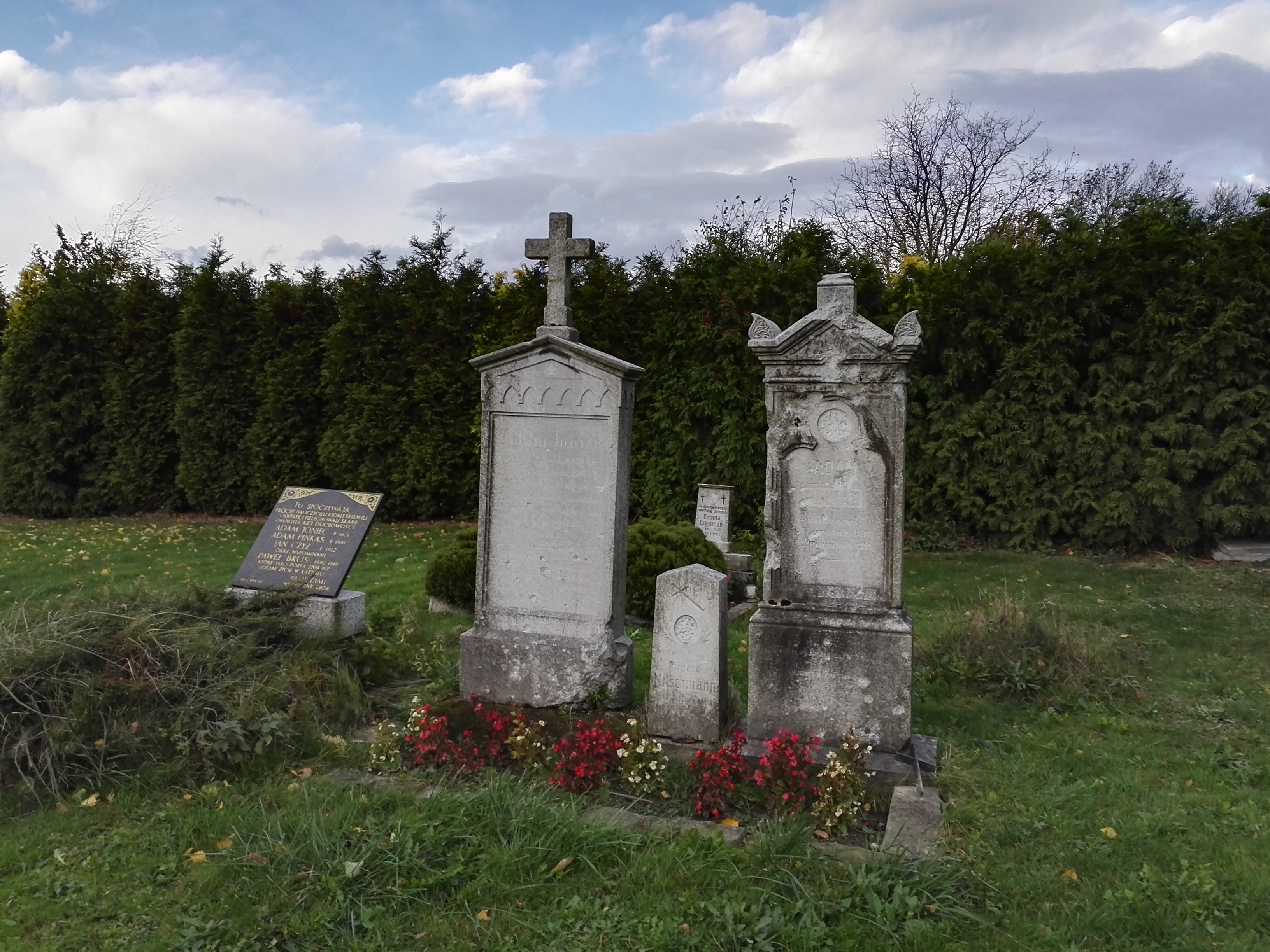
Nagrobki nauczycieli ewangelickich z XIX i XX wieku
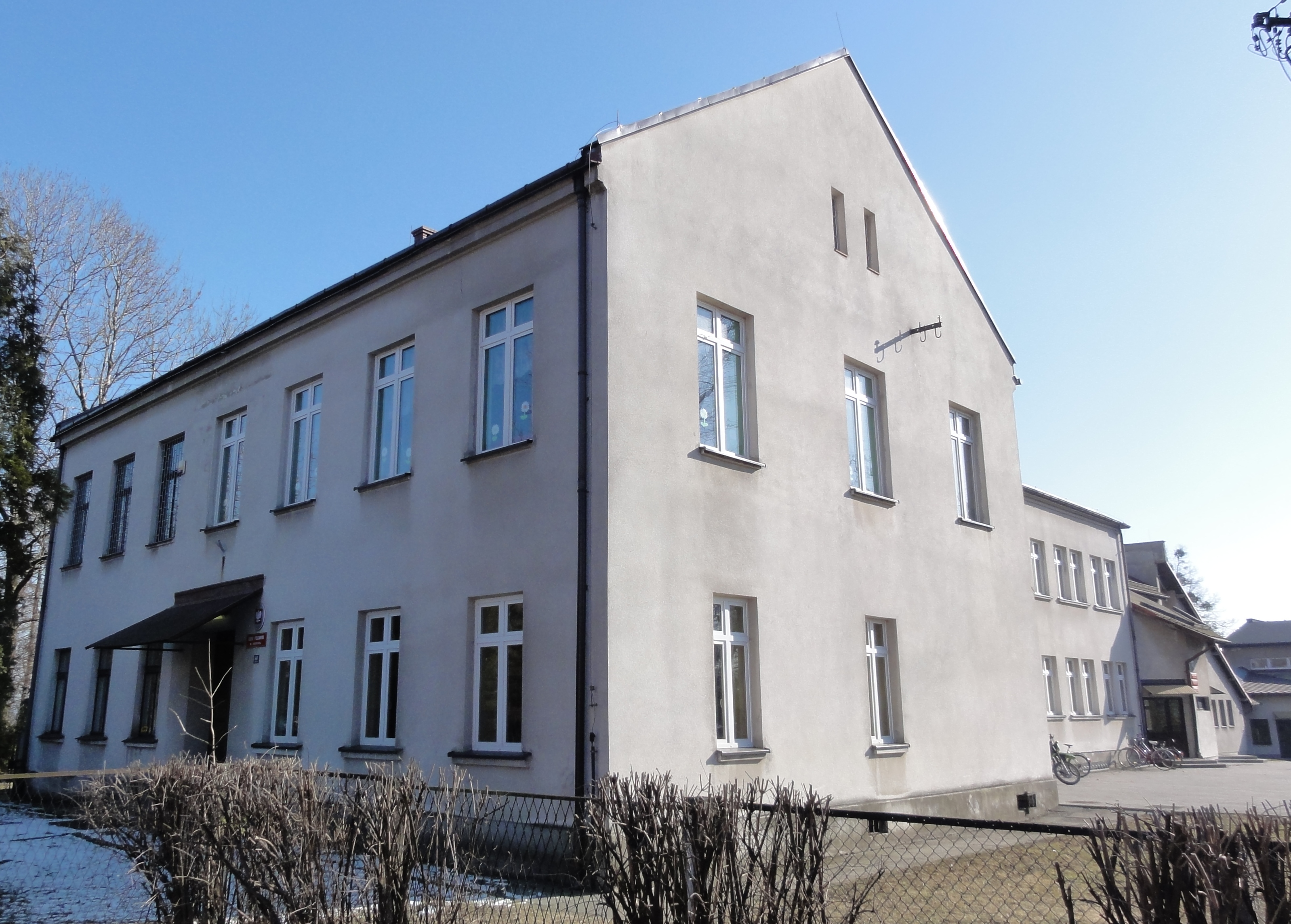
Szkoła Podstawowa
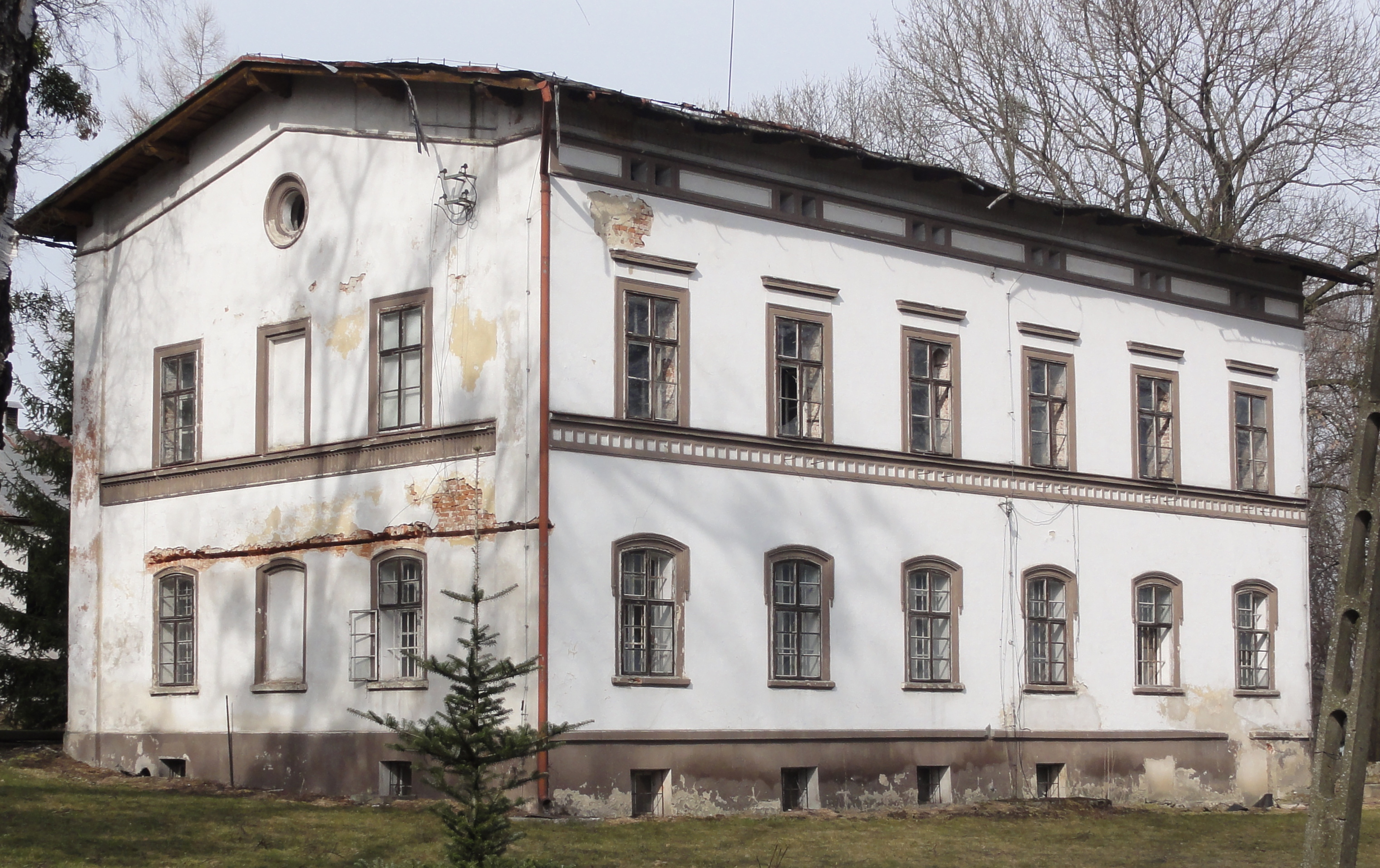
Zameczek w Pruchnej, z 1870 roku
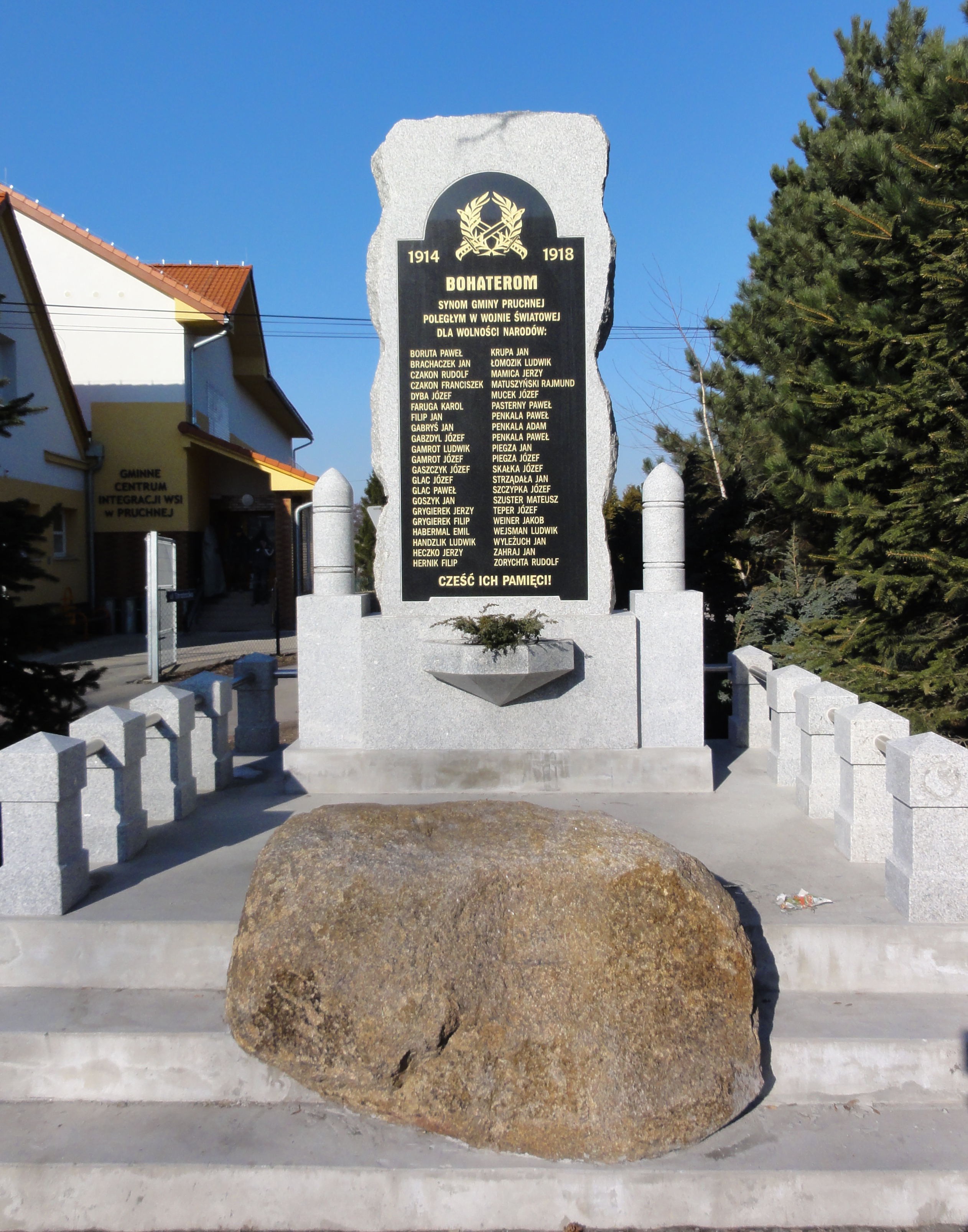
Pomnik poległym na I wojnie światowej
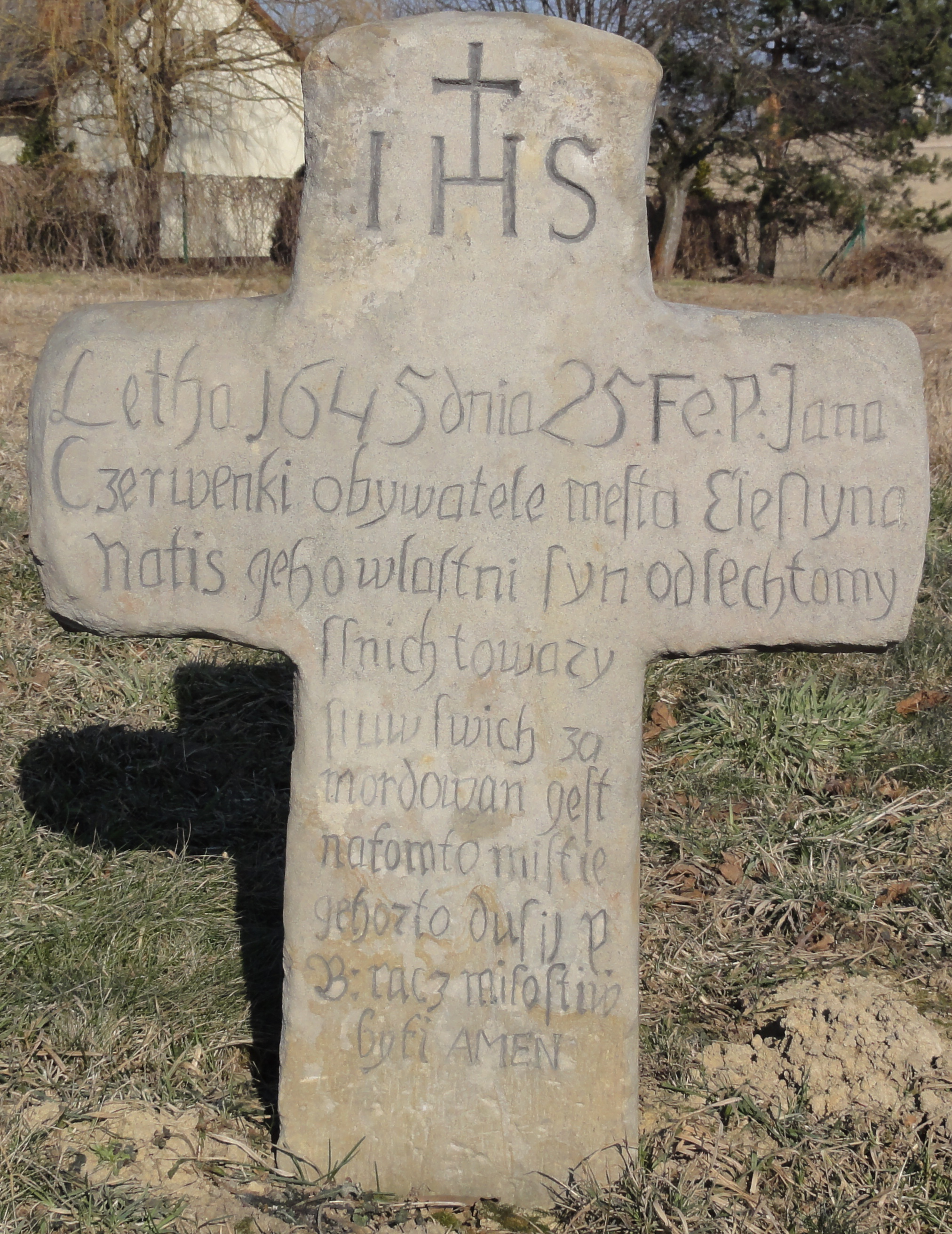
Kamienny krzyż z XVII wieku